# 无邪志国造
无邪志国造（むざしのくにのみやつこ、むざしこくぞう）は、のちに武蔵国東部となる地域（无邪志国）を支配した国造である。
『先代旧事本紀』の「国造本紀」において无邪志国造条の次に胸刺国造条があるが、この2国造は同一のものであるとする説と別であるとする説がある。

## 概要

### 表記
- 无謝志国造
『古事記』での表記。
- 武蔵国造
のちの令制国の「武蔵国」の名称による表記である。『日本書紀』などで使用される。
- 無邪志国造
「無」は現在「无」の異体字として用いられている字である（wikt:无参照）。
- 牟邪志国造
『先代旧事本紀』「国造本紀」伯岐国造（写本によっては波伯国造）条における表記。写本によっては牟耶志国造。

### 祖先
- 『古事記』によれば、天之菩卑能命の子建比良鳥命が无邪志国造などの祖であるという。出雲国造・上菟上国造・下菟上国造・伊自牟国造・遠江国造などと同系。
- 『日本書紀』によれば、天穂日命が武蔵国造などの遠祖であるという。
- 『高橋氏文』によれば、磐鹿六獦命に従って景行天皇（第12代天皇）に料理を献上した大多毛比は「無邪国造」の上祖であるという。この「無邪国造」については、『先代旧事本紀』「国造本紀」（下記）に「无邪志国造」とあるのにより「邪」のあとに「志」を補って「無邪志国造」が本来の表記であったとされている。これは无邪志国造の別名である（#別名参照）。
- 『先代旧事本紀』の「国造本紀」によれば、成務天皇（第13代天皇）の時代に出雲氏（姓は臣。出雲国造の氏族。）の祖、名は二井之宇迦諸忍之神狭命の10世孫の兄多毛比命が初代无邪志国造に任命されたという。ただし「兄多毛比命」は度会延佳本による表記で[2]、神宮文庫本は「兄多比命」と表記している[3]。

### 氏族
无邪志氏（むさしうじ、姓は直）で、出雲臣と同系であり、同族に相武国造、上海上国造、下海上国造、新治国造等がいる。『日本後紀』弘仁二年九月条に出羽国人の无邪志直膳大伴部廣勝の名が見える。
- 丈部氏（はせつかべうじ）
『続日本紀』には无邪志国造の末裔である丈部直不破麻呂の名が見える。
- 武蔵氏
奈良時代の官人で藤原仲麻呂の乱の功績により武蔵国造に任じられた丈部直不破麻呂（#人物参照）がその時に賜った氏である。

#### 一族
以下に記載する氏族などが一族である。
- 笠原氏（姓は直）
笠原使主を輩出した。
- 物部氏（姓は直) 
推古天皇の時代に舎人として仕えた国造物部兄麻呂が物部直を賜姓された。
- 大伴氏（姓は直）
のちの武蔵国多摩郡の郡領家にも大伴氏があるが、『姓氏家系大辞典. 第1巻』は多摩郡郡領家の大伴氏について「足立郡なる大伴直家の分流にして、多摩の屯倉を掌どりし氏ならんか」としている。同名の氏族にはヤマト王権の有力豪族で物部氏と共に朝廷の軍事を管掌していたと考えられている大伴氏（姓は連のち宿禰）がいる。
- 檜隈舎人氏（桧前舎人氏とも。姓は直。）
「桧」は「檜」の簡体字である（wikt:檜参照）。
- 鳥取部氏（姓は直）
- 刑部氏（姓は直）

## 本拠
- のちの武蔵国足立郡
武蔵氏（#氏族参照）および大伴氏（#一族参照）の本拠であり、概ね現在の東京都の足立区などと埼玉県の東南部である（詳細は足立郡#郡域を参照）。郡内の郡家郷の「郡家」は郡衙のことであり、足立郡の郡衙はさいたま市の大久保領家遺跡（大久保領家#文化財参照）と氷川神社東遺跡にあったと推定されている。また、武蔵武芝（#子孫参照）は足立郡の郡司だった。
- のちの武蔵国埼玉郡笠原郷
笠原氏（#一族参照）の本拠であり、現在の埼玉県鴻巣市笠原を中心とした地域である。武蔵国造の本拠地はこの近くにある埼玉古墳群（#墓も参照）と推測される[4]。
- のちの武蔵国入間郡
物部氏（#一族参照）の本拠であり、概ね現在の埼玉県入間市・川越市・狭山市・所沢市・富士見市・ふじみ野市などである（詳細は入間郡#郡域を参照）。

### 支配領域
无邪志国造の支配領域は当時无邪志国と呼ばれていた地域である。无邪志国はのちの令制国の武蔵国にあたる。ただし、秩父（知々夫国造の支配する知々夫国だった）を除いた範囲をさすとする説もある。現在の埼玉県と東京都の境界周辺、荒川流域にある北足立郡・入間郡・旧大宮市に当たる。
地名の起源については、武蔵国#「武蔵」の国名を参照。
无邪志国は知々夫国造の支配した知々夫国と合わさって7世紀に令制国の武蔵国となった。当初武蔵国は東山道に所属していたが、771年に東海道に移管された。

## 氏神
- 大國魂神社（おおくにたまじんじゃ、北緯35度40分02.87秒 東経139度28分44.19秒 / 北緯35.6674639度 東経139.4789417度）
東京都府中市（旧多摩郡）にある神社。武蔵国総社。祭神は大国主命と同神とされる大國魂大神。景行天皇41年（111年）5月5日に大神の託宣に依って造られたのが起源である[7]。出雲氏（姓は臣。出雲国造の氏族。）の祖神天穂日命の後裔が武蔵国造に任ぜられ社の奉仕を行ってから、代々の国造が奉仕してその祭務を行ったと伝承されている[8]。摂社に坪宮[注 1]（つぼのみや、府中市本町2-12[9]。大國魂神社#摂社を参照。）があり、坪宮社・国造神社ともいう。坪宮の祭神は初代无邪志国造兄多毛比命であるが、出雲臣天穂日命の後で初代武蔵国造兄多気比命であるともいう[9]。命が国造に任ぜられ、以来代々の国造が当社に奉仕してその国造の霊を祀ったという[9]。大國魂神社の例大祭（くらやみ祭）中の5月5日に御旅所へ神輿が渡御する折に当社より奉幣を献ずる式は「国造代奉幣式」と称されている[9]。

### 関連神社
- 氷川神社（ひかわじんじゃ、北緯35度55分0.30秒 東経139度37分47.04秒 / 北緯35.9167500度 東経139.6297333度）
埼玉県さいたま市大宮区（旧足立郡）にある神社。武蔵国一宮または三宮[注 2]。祭神は須佐之男命・稲田姫命・大己貴命[10]。社記によると孝昭天皇3年（『日本書紀』に記述されている年を機械的に西暦に置き換えれば紀元前473年に当たる）4月未の日の創立と伝えられる[10]。景行天皇（第12代天皇）の時代に日本武尊は当神社に参拝し東夷鎮定の祈願をしたと伝わっている[10]。また成務天皇（第13代天皇）の時代に兄多毛比命は出雲族をひきつれてこの地に移住し[11]、祖神を祀って氏神として[11]、当社を奉崇した[10]という。この一帯は出雲族が開拓した地であり、武蔵国造は出雲国造と同族とされる。社名の「氷川」も出雲の「簸川」（ひかわ、現在の斐伊川（ひいかわ））に由来するという説がある。
- 物部天神社
埼玉県所沢市（旧入間郡）の北野天神社（きたのてんじんしゃ、北緯35度47分21.32秒 東経139度25分43.16秒 / 北緯35.7892556度 東経139.4286556度）を構成する三社のうちの一社。祭神は物部氏の祖神饒速日命。

### 墓
- 芝丸山古墳（しばまるやまこふん、北緯35度39分16.65秒 東経139度44分53.07秒 / 北緯35.6546250度 東経139.7480750度）
東京都港区（旧荏原郡のち豊島郡）にある前方後円墳。都内では最大級の規模である。5世紀に築造された。初代无邪志国造の兄多毛比命の墓という説がある[6]。
- 荏原台古墳群（えばらだいこふんぐん）
東京都世田谷区から大田区に広がる古墳群で、古墳時代前期から後期にかけて長く築造された。国造本宗の本拠地は多摩川下流と見られることから、亀甲山古墳を初めとする同古墳群が国造の墳墓と見る説がある[12]。
- 埼玉古墳群（さきたまこふんぐん、北緯36度07分42秒 東経139度28分46秒 / 北緯36.12833度 東経139.47944度）
埼玉県行田市（旧埼玉郡）にある古墳群。9基の大型古墳からなる。5世紀末から7世紀にかけて成立したと考えられている。関東有数の大型古墳群であり、武蔵国造の墓とする説と知々夫国造の墓とする説がある。

## 人物
- 兄多毛比命（えたけひのみこと）
景行朝または成務朝の初代无邪志国造。
- 笠原使主（かさはら の おみ、おぬし[13]）
安閑朝に同族の小杵（後述）と国造の地位の相続を争い（武蔵国造の乱）、朝廷より国造に定められて勝利した。
- 物部兄麻呂（もののべ の えまろ）
推古朝の舎人で国造。氷川神社社家の祖。聖徳太子の舎人を務めた。兄麻呂が比企の地を本拠地とし、そこに寺谷廃寺を創建したとする説が存在する[14]。森田悌は、武蔵国造一族から物部直姓の人物が現れたのは、武蔵国造の乱の際に、笠原使主の救済のために物部麁鹿火が派遣され、乱後に笠原使主は物部氏の権威を後ろ盾として武蔵を統治したからであるとした[15]。
- 武蔵不破麻呂
奈良時代の官人。もとは丈部氏だったが、藤原仲麻呂の乱の功績で国造に任じられた時に武蔵宿禰氏を賜った。
- 武蔵弟総
奈良時代の官人。延暦14年（795年）12月に武蔵国足立郡大領外従五位下であり、このとき国造に任じられている。

## 子孫
- 小杵（おき・おぎ、生年不詳 - 安閑天皇元年（534年[注 3]）閏12月）
古墳時代の豪族。『日本書紀』によれば、上記笠原使主の同族で、安閑天皇（第27代天皇）の時代に使主と武蔵国造の地位の相続を争い（武蔵国造の乱）、小杵は密かに上毛野小熊に助けを求め使主を謀殺しようとしたが、朝廷は使主を国造に定めて小杵を誅したという。
- 鳥取部直六手縄（ととりべ の あたい むてなわ、生没年不詳）
多摩郡の人間。日野市落川遺跡出土の紡錘車線に名前と和銅7年11月2日の年紀が刻まれていた[16]。
- 大伴赤麻呂（おおとも の あかまろ、生年不詳 - 天平勝宝元年（749年、ただしこの場合750年））
『日本霊異記』に登場する奈良時代の官人（多摩郡大領（郡司の長官[注 4]））。赤麻呂の死の翌年に黒斑の子牛が生まれたが、その背の黒斑は文章のようになっており、その斑文を読み解くと、

赤麻呂者。擅於己所造寺。而隨恣心借用寺物。未報納之死亡焉。爲償此物故受牛身者也。
（赤麻呂は自らが造った寺（多磨寺か）の物を借用し、それをまだ返さないうちに死んだ。この物を償うために牛の身を受けたものである。）
と書かれていたという。
- 大伴直牛麻呂（おおとも の あたい うしまろ、生没年不詳）
武蔵国加美郡武川郷の戸主。戸口には「大伴直荒当」の名前も見える。正倉院庸布墨書銘に「天平勝宝五年十一月、武蔵国加美郡武川郷戸主大伴直牛麻呂、戸口大伴直荒当が庸布を貢納す」とある[17]。
- 大伴直宮足（おおとも の あたい みやたり、生没年不詳）
- 大伴部直赤男（おおともべ の あたい あかお、生没年不詳）
神護景雲3年（769年）に、西大寺に、布1500段、稲74000束、墾田40町、林60町という莫大な資産を献納した。
- 刑部直国当（おさかべ の あたい くにまさ、生没年不詳）
橘樹郡橘郷の人。天平勝宝8歳（755年）調庸布墨書に名前が見える[16]。
- 若田部直金行（わたかべ の あたい かねゆき、生没年不詳）
豊島郡荒墓郷の人。武蔵国分寺瓦に名前が刻まれている[18]。
- 入間広成（いるま の ひろなり、生没年不詳）
奈良時代から平安時代にかけての官人。『続日本紀』神護景雲2年7月11日条に初めて名前が見える。入間郡の人物で、物部直姓から入間宿禰姓に改姓した。授刀舎人。物部兄麻呂に始まる氏族。
- 大真山継（おおま の やまつぐ、生没年不詳、丈部直山継か）
『日本霊異記』によれば、多摩郡小河（小川）郷（現あきる野市）の人間で、天平宝字8年（764年）の藤原仲麻呂の乱で藤原仲麻呂に与したため、乱ののちに処刑されそうになったものの、観音仏の力によって信濃国への流刑に減刑となり、最終的に罪を許されて武蔵国に帰国し、多摩郡少領になったという。「大真」という氏は存在しない上、多摩郡司（少領）となってることから、「大真」とは「丈直（丈部直）」の誤写で、武蔵国造の末裔・丈部直不破麻呂の同族であるとする説がある[16]。
- 檜前舎人直由加麻呂（ひのくまとねり の あたい ゆかまろ、生没年不詳）
加美郡の人で散位正七位上勳七等。承和7年（840年）12月に、由加麻呂ら男女10人が、土師氏と同祖関係であることをもって左京六条に貫付されている。
- 刑部直道継（おさかべ の あたい みちつぐ、生没年不詳）
『続日本後紀』承和13年5月壬寅条に見える。多摩郡狛江郷の戸主[16]。
- 武蔵武芝（むさし の たけしば、生没年不詳（天慶2年（939年）以降消息不明））
平安時代中期の豪族・官人。足立郡の郡司と武蔵国衙の判官代（在庁官人の職名の一つ）を兼ねていた。武蔵国司（権守[注 5]）・興世王と同介[注 6]・源経基の収奪に抵抗し、平将門に調停を依頼した。

## 系譜
氷川神社には武蔵国造・武蔵氏についての系図が伝わっているが、その系図の信憑性は問題があり信用ができない。

## 国造の本貫地や継承についての考証
『先代旧事本紀』「国造本紀」によれば、无邪志国造の祖は兄多毛比命であるが、彼が実在するのか本貫地は何処なのかは不明である。しかし、大型古墳の動態から見れば、南武蔵か比企が有力な候補地となる。
その後、无邪志国造が葬られていると考えられる埼玉古墳群の先代に当たる本貫地について、増田一郎は比企に（雷電山古墳を乎獲居臣の祖父・半弖比の墓に）比定しており、金井塚良一も野本将軍塚古墳が埼玉古墳群の故地であると推察している。それに対して中村倉司は、荒川の左岸地域にある、熊谷市の女塚古墳、横塚山古墳、鎧塚古墳、行田市のとやま古墳、大日塚古墳、大稲荷1号墳、鴻巣市の新屋敷60号墳や大里郡・児玉郡などを埼玉古墳群の故地であるとしている。
稲荷山古墳主の国造就任の経緯は不明であるが、その後は埼玉古墳群の盟主墳が国造職を世襲したことが定説化している。そのため、稲荷山古墳出土鉄剣製作の約60年後の丸墓山古墳当時の国造は笠原直であったと考えられる。笠原直家の初代武蔵国造は稲荷山古墳の主（乎獲居臣の父である加差披余か）であり、2代は二子山古墳の主であると考えられる。そして、3代目をめぐる時期には、稲荷山古墳の主の近親者も財力を蓄え勢力を有するようになった。こうして笠原使主と小杵の争乱（武蔵国造の乱）が勃発した。この時期、埼玉古墳群では盟主墳が継続して築造されている。つまり、この争乱に勝利した使主の墓は、本家を継承した人物であり、それは丸墓山古墳ということになる。その後、古墳の建物時期から、盟主墳である将軍山古墳の主と鉄砲山古墳の主が国造職を歴任したと考えられる。
中村倉司は、6世紀末には、傍系家の埼玉古墳群周辺の真名板高山古墳（栢山天王山塚古墳）、小見真観寺古墳、八幡山古墳の各古墳の主などに国造職が継がれていったとしている。『聖徳太子伝暦』によれば、聖徳太子の舎人となって功を上げたことで、633年に物部兄麻呂が武蔵国造に就任しており、兄麻呂の墓は八幡山古墳の被葬者とする説がある。事実だとすれば、争乱後100年を経ても埼玉古墳群の家系は国造職を世襲していることが想像される。
奈良時代後期の武蔵国造の末裔であり、足立郡の人物である丈部不破麻呂に至る時点でも武蔵国造家は同族が世襲している。

### 小杵とその一族について
埼玉古墳群は笠原使主一族の古墳群であるのに対して、小杵の墓については、丸墓山古墳（この場合笠原使主の一族と同じ場所に古墳を建造したことになる）、南武蔵、比企郡、児玉郡、大里郡など様々な説がある。
笠原直氏と同族である小杵は、埼玉古墳群成立（稲荷山古墳）以降に分家した可能性があり、もし稲荷山古墳→二子山古墳→丸墓山古墳の系譜がそれぞれ親子関係にあるとすれば、小杵は稲荷山古墳の主の2代後、二子山古墳主の次代の人物となる。丸墓山古墳の主と考えられる使主と同世代の小杵にとって、稲荷山古墳の主は祖父、二子山古墳の主は親か伯父ということになり、使主とは従兄弟か再従兄弟の関係になる。
小杵が本宗家から分家した先は、笠原直氏と同族であることから埼玉古墳群周辺であると考えられる。磐井の乱の結末と同様に、誅殺された小杵の一族が没落していないとすれば、それに見合う盟主墳を有するのは、大里甲山古墳のみとなる。ここは「横渟屯倉」の比定地にも近接している。大里甲山古墳の付近には、小杵の死後もとうかん山古墳が築造されるなどしており、一族が没落していないと見ることができる。しかし、若松良一は、甲山古墳を小杵の墳墓に補する説を否定している。
なお、小杵の分家を1代前（二子山古墳の段階）と考えると、甲山古墳に先行する古墳が存在す
る可能性がある。その候補は、当古墳と近い位置にあり、前方後円墳であったと思われる楓山古墳と東山古墳である。但し両古墳とも今は消滅しており、その真偽を検証することはできない。前者は、『埼玉縣史』に「楓山古墳よりは銅鏡・石製鏡・勾玉・石小刀・鈴環・須恵壺・土製鈴・埴輪馬等を出し」と紹介されている。塩野博は、出土遺物（鏡・石製模造品・環鈴）から5世紀末から6世紀前半代、金井塚良一は6世紀前半に比定している。東山古墳については全く不明である。